# 平惟忠
平 惟忠（たいら の これただ）は、鎌倉時代の公卿。参議、大蔵卿正二位。父は従三位平親国。参議を辞してのち、薨去するまで10年近く大蔵卿の任にあった。

## 経歴
以下、『公卿補任』及び『尊卑分脈』に基づいて記述する。

- 承久4年（1222年）1月29日、従五位上に昇叙[2]。
- 貞応元年（1222年）8月28日、少納言に任ぜられる。
- 嘉禄3年（1227年）1月5日、正五位下に昇叙。
- 寛喜元年（1229年）9月5日、斎宮寮頭に任ぜられる。
- 天福元年（1233年）6月20日、皇后宮権大進に任ぜられる。
- 嘉禎2年（1236年）12月29日、大進に転任。
- 嘉禎3年（1237年）3月7日、従四位下に昇叙。
- 暦仁元年（1238年）12月30日、備中守を兼ねる。
- 暦仁2年（1239年）1月5日、従四位上に昇叙[3]。
- 仁治元年（1240年）10月24日、修理権大夫に任ぜられる。
- 仁治2年（1241年）1月5日、正四位下に昇叙[4]。
- 仁治3年（1242年）3月7日、内蔵頭に任ぜられる。同年12月25日、摂津守を兼ねる。
- 寛元4年（1243年）2月23日、大宰大弐に任ぜられる。同年11月23日、従三位に叙せられる[5]。
- 建長3年（1251年）1月22日、参議に任ぜられる[6]。同年12月22日、正三位に昇叙。
- 建長4年（1252年）12月4日、息男親継を左衛門権佐に申任のため参議を辞す。
- 建長6年（1254年）1月5日、従二位に昇叙。同年8月9日、大蔵卿に任ぜられる。
- 正嘉元年（1257年）9月8日、正二位に昇叙。
- 弘長3年（1263年）1月21日、薨去。享年77。

## 系譜
- 父：平親国（1165-1208）
- 母：不詳
- 妻：不詳
  - 男子：親継
  - 女子：堀川基具室（1228-1312） - あるいは堀川具守室